# Promachocrinus
Genre

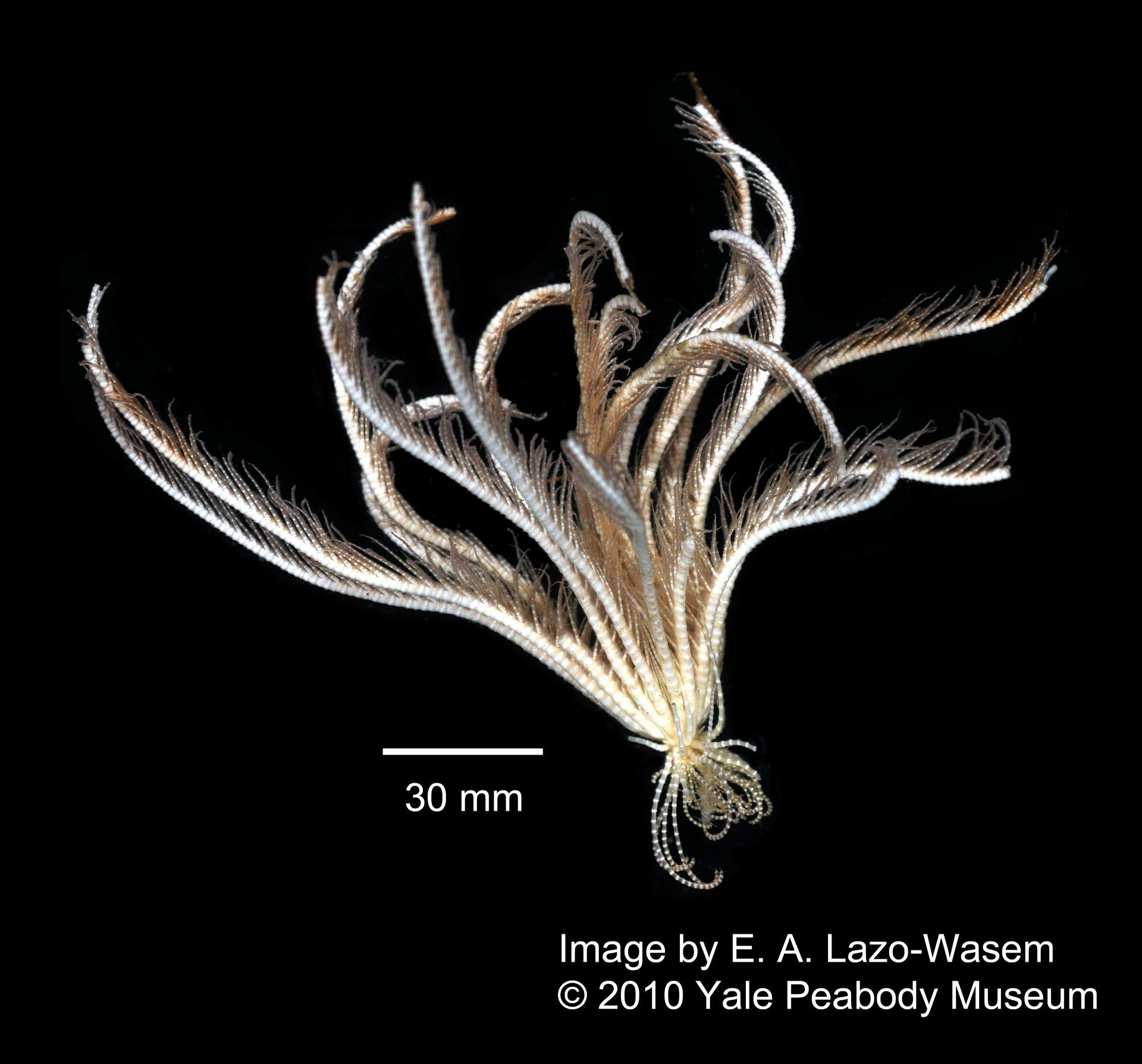

Promachocrinus est un genre de crinoïdes de la famille des Antedonidae.

## Historique
Ce genre fait partie des Comatulidae ramenées par l'expédition du HMS Challenger.

## Taxonomie
Le nom valide complet (avec auteur) de ce taxon est Promachocrinus Philip Herbert Carpenter (d), 1879,. Son espèce type est Promachocrinus kerguelensis mais qui ne dispose pas d'acte de nomenclature selon la commission internationale de nomenclature zoologique ICZN.

### Liste des espèces
Selon World Register of Marine Species (20 août 2023), il n'existe que l'espèce Promachocrinus kerguelensis décrite par Carpenter en 1879. Par contre, au 20 août 2023, selon ZooBank qui retranscrit les données officielles de l'ICZN, cinq espèces sont décrites pour ce genre :
- Promachocrinus fragarius McLaughlin, Wilson & Rouse, 2023
- Promachocrinus kerguelensis Carpenter, 1879 - espèce type
- Promachocrinus unruhi McLaughlin, Wilson & Rouse, 2023
- Promachocrinus uskglassi McLaughlin, Wilson & Rouse, 2023
- Promachocrinus wattsorum McLaughlin, Wilson & Rouse, 2023

### Phylogénie
L'analyse des gènes mitochondriaux des spécimens de Promachocrinus kerguelensis prélevés dans l'Antarctique ont révélé que cette espèce est en fait formée de huit espèces différentes dont celles décrites en 2023.

### Étymologie
Le nom générique, Promachocrinus, se compose du grec ancien πρόμαχος, prómachos, « challenger », et crinus, un suffixe couramment employé pour les crinoïdes et fait bien évidemment référence au HMS Challenger.

### Publication originale
- (en) P. Herbert Carpenter, « Preliminary report upon the Comatulae of the Challenger Expedition », Proceedings of the Royal Society of London, vol. 28,‎ 1879, p. 383-395 (lire en ligne)